# Ніколаєв Микола Федорович
Микола Федорович Ніколаєв (12 червня 1922, селище Моспине, тепер місто Донецької області — 7 березня 2002, місто Київ) — український радянський партійний діяч, заступник голови Ради Міністрів Української РСР. Член ЦК КПУ в 1971—1990 р. Депутат Верховної Ради УРСР 8—11-го скликань.

## Біографія
Народився в родині робітника-шахтаря. У 1941 році закінчив середню школу.
У 1941—1944 роках — служба в Червоній армії. Учасник німецько-радянської війни. Служив у 6-му стрілецькому полку 383-ї шахтарської дивізії. Зазнав важкого поранення, лікувався в евакогоспіталі у місті Кіровакані Вірменської РСР. У жовтні 1943 — червні 1944 року — старший сержант запасного стрілецького полку у місті Новочеркаську Ростовської області.
У 1944—1947 роках — контролер бюро технічного контролю, технік цеху зі складання танкових дизель-двигунів Кіровського заводу в місті Челябінську РРФСР.
У 1947—1952 роках — студент гірничого факультету Донецького індустріального інституту у місті Сталіно.
Член ВКП(б) з 1949 року.
У 1952 — лютому 1954 року — старший інженер відділу капітального будівництва тресту «Шахтарськантрацит» Сталінської області. У лютому 1954 — грудні 1955 року — начальник шахтобудівного управління, начальник Стожківського шахтоуправління тресту «Шахтарськантрацит». У грудні 1955—1956 року — заступник керуючого трестом «Шахтарськантрацит» Сталінської області.
У 1956—1963 роках — завідувач сектору відділу важкої промисловості ЦК КПУ. У 1963—1968 роках — заступник завідувача відділу важкої промисловості ЦК КПУ.
У 1968 — січні 1980 року — завідувач відділу важкої промисловості ЦК КПУ.
14 січня 1980 — 20 серпня 1987 року — заступник голови Ради Міністрів Української РСР. Займався питаннями важкої промисловості. Член Комісії по ліквідації наслідків аварії на Чорнобильській АЕС.
З серпня 1987 року — на пенсії у Києві.

## Звання
- старший сержант

## Нагороди
- орден Леніна (24.12.1986)
- орден Жовтневої Революції (1971)
- орден Вітчизняної війни 1-го ст.(11.03.1985)
- три ордени Трудового Червоного Прапора (1957; 1965; 1975)
- орден Дружби народів (10.06.1982)
- орден Слави 3-го ст.
- медалі
- Почесна грамота Президії Верховної Ради Української РСР (9.06.1972)